# Sombras tenebrosas (serie de televisión)

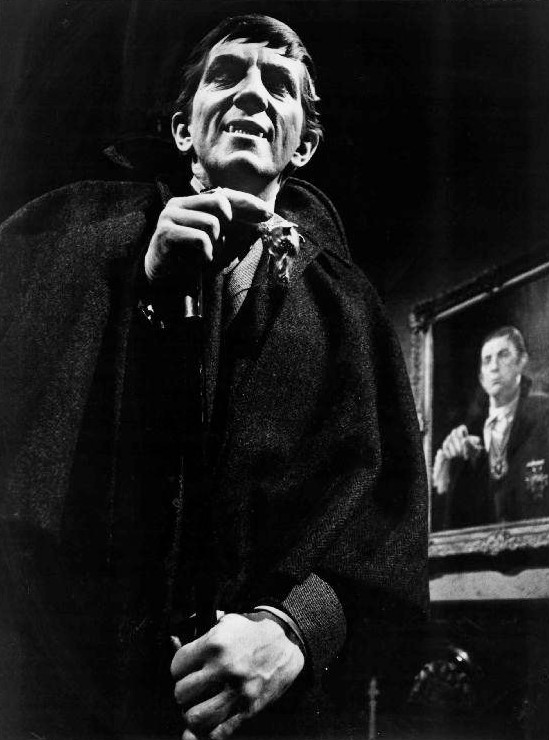
Foto de Jonathan Frid como Barnabas Collins

Sombras tenebrosas (Dark Shadows) es un serial televisivo gótico que originalmente se transmitió durante días hábiles en la Cadena de televisión ABC, desde el 27 de junio de 1966 hasta el 2 de abril de 1971. El programa fue creado por Dan Curtis. El guion de la historia, que fue escrito por Art Wallace, no menciona elementos sobrenaturales, pero la serie se convirtió en un evento sin precedentes en la televisión diurna cuando los fantasmas aparecieron unos seis meses después de que comenzara.
La serie se hizo muy popular cuando el vampiro Barnabas Collins (Jonathan Frid) apareció un año de iniciada la transmisión. Sombras tenebrosas presentaba elementos como los hombres lobo, zombis, hombres que se transformaban en monstruos, Brujas, hechiceros, viajes en el tiempo y universos paralelos. Una pequeña compañía de actores se encargaba de interpretar muchos papeles (como los actores iban y venían, algunos personajes eran interpretados por más de un actor). Los principales escritores además de Art Wallace incluían a Malcolm Marmorstein, Sam Hall, Gordon Russell y Violet Welles.
Sombras tenebrosas se distinguió por sus actuaciones vívidamente melodramáticas, atmósferas interiores, historias memorables, numerosos giros dramáticos, una banda sonora inusualmente atrevida, y un amplio y épico cosmos de aventuras heroicas. Ahora la serie es considerada un clásico Camp, disfrutando de un intenso culto.
A pesar de que la serie solo duró 5 años, su programación como serie diaria le permitió presentar más episodios (1225) durante su exhibición, más que otras series de ciencia ficción o fantasía producidas para la televisión de habla inglesa, tales como Doctor Who o la Star Trek original.
Directores como Tim Burton, Quentin Tarantino, y el icono del pop Madonna se declaran públicamente como fans de la serie. Cuando era niño, Johnny Depp estuvo obsesionado con Barnabas Collins al punto de querer ser como él. En 2012 colabora con Tim Burton en una adaptación cinematográfica, en la que interpreta a Barnabas.
En el 2004 y 2007, Sombras tenebrosas estuvo en los lugares #19 y #23 de la lista “TV Guide Top de Shows de Culto de Siempre.

## Historia
El Creador Dan Curtis tuvo un sueño en 1965 de una misteriosa joven que iba en un tren. Al día siguiente le habló del sueño a su esposa y le presentó la idea como un programa de televisión a la ABC. Los miembros de la Producción aprobaron la idea y Curtis comenzaron a contratar a miembros del reparto.
Art Wallace fue contratado para crear una historia basada en el sueño de Curtis. Wallace escribió la Biblia de la historia Shadows on the Wall (Sombras en la Pared), título propuesto para el espectáculo, más tarde se cambiaría a Dark Shadows (Sombras tenebrosas). Robert Costello se unió como productor, y Curtis tomó los roles de Creador y Productor Ejecutivo. Lela Swift, John Sedgewick y Henry Kaplan aceptaron ser directores de la nueva serie. Robert Cobert había creado la partitura y Sy Thomashoff diseño el escenario.
Curtis buscó a la actriz que interpretaría a la chica que iba en el tren. Alexandra Moltke, una joven actriz con poca experiencia, fue descubierta y se le dio el papel de Victoria Winters, una joven huérfana que termina en la misteriosa ciudad de Collinsport, Maine para desentrañar los misterios de su propio pasado.
La Estrella de Cine Joan Bennett pronto fue elegida para el papel de la patrona de Victoria, Elizabeth Collins Stoddard, una mujer que no había abandonado su casa en más de 18 años. El Actor de teatro Louis Edmonds fue elegido como el hermano de Elizabeth, Roger Collins. Otra actriz Nancy Barrett, fue elegida como la hija rebelde de Elizabeth, Carolyn Stoddard. Para el papel del hijo atribulado de Roger, David Collins, se eligió al actor infantil David Henesy.
Sombras tenebrosas tuvo un mal comienzo. Los críticos rápidamente consideraron al show más bien aburrido por el intenso de la actriz desconocida Alexandra Moltke y el lento desarrollo de la serie. Los primeros episodios básicamente introdujeron a los personajes de la serie y sus problemáticas personales y no mostró muchos de los elementos sobrenaturales que harían al programa conocido.
Conforme continuó la producción de la serie, se introdujeron muchos personajes nuevos y misteriosos. Diversos actores y actrices desconocidos actuaron en el set. La mayoría de actores terminaron interpretando varios personajes además de los propios y muchos personajes a menudo volvían de entre los muertos sin precedentes de tiempos paralelos y flashbacks.

### Locaciones
Las películas, House of Dark Shadows (1970) y Night of Dark Shadows (1971) fueron filmadas principalmente en la Finca Lyndhurst en Tarrytown, Nueva York. Para la serie de televisión, Essex, Connecticut fue la región utilizada para representar la ciudad de Collinsport. Entre los lugares que allí se muestran destacan el muelle de Collinsport, la calle principal y la casa de campo de Evans. El Inn Griswold en Essex se utilizó para la posada de Collinsport y la oficina de correos fue utilizado para la estación de policía de la ciudad. La mansión Collinwood utilizada para la serie de televisión es la Mansión Carey en Newport, Rhode Island, y hasta agosto de 2009, fue utilizado por la Salve Regina University.
Los exteriores de la " Vieja Mansión " (la Mansión Collinwood original) fueron filmados en la Mansión Spratt, que también se encontraba en la finca de Lyndhurst. Esta mansión fue destruida por un incendio en 1969. La mansión Lockwood Mathews en South Norwalk, Connecticut también fue utilizada para algunas escenas de House of Dark Shadows. Algunas tomas al aire libre para la serie fueron rodadas en el famoso Cementerio de Sleepy Hollow (Nueva York), no muy lejos de la Mansión Lyndhurst.

### Producción de la Serie

#### Efectos Especiales
Trabajando dentro de las limitaciones del formato directo a cinta, con casi todas las escenas realizadas en una sola toma, Sombras tenebrosas muestra un uso excepcionalmente inventivo del vestuario, el maquillaje y, en particular,los efectos especiales. El viaje en el tiempo y los fantasmas permitieron a personajes muertos en secuencias anteriores volver, a menudo en caracterizados con ropa de época. Espiritistas en la vieja mansión a menudo fueron visitados por apariciones fantasmales conformados de perturbador ectoplasma. Secuencias de sueño incluyen coloridos espectáculos psicodélicos superpuestos a fantasías etéreas, cubiertas de niebla. Individuos de apariencia normal se transformaron en terribles criaturas de los abismos. Sin embargo, los efectos especiales estuvieron limitados por la tecnología de la época. Cuando son comparados contra los efectos especiales de hoy, palidecen en comparación.

#### Errores
La dificultad de mantenerse al día con el calendario exigente de un espectáculo de media hora diaria se manifiesta en la pantalla. Además de los sets que se tambaleaban involuntariamente, los actores —especialmente Frid y Bennett — a menudo sufrían por recordar sus líneas. Ocasionalmente se podía observar un utilero vagando en la parte posterior del set. Otras veces el boom del micrófono aparecía en el fotograma (dándole el personal del espectáculo el apodo de "Mic Shadows"), una cámara de TV aparecería en la pantalla, una mosca rondaba alrededor de la cabeza de un actor o se caían las cortinas de la ventana.
En retrospectiva, sin embargo, los actores, que de hecho, formaron un repertorio que se vio en la necesidad de interpretar muchos papeles diferentes: se crearon personajes memorables y se superó el desafío de la lectura diaria de los guiones combinado con ensayos breves y exigentes.

#### Música
De particular interés es la inspirada partitura de Robert Cobert, que abrió un nuevo camino para un programa de televisión. La banda sonora original rompió el top 20 de Billboard de álbum nacional en 1969 y todavía califica como una de las bandas sonoras para TV más vendidas. La pista "Tema de Quentin", por la que Cobert ganó una nominación al Grammy, fue grabada por la Charles Randolph Grean Sounde. El sencillo alcanzó el puesto número 13 en el Billboard Hot 100 (y número 3 en su Gráfico de Easy Listening) en el verano de 1969, cuando Sombras tenebrosas estaba en la cima de su popularidad.

#### Numeración de los episodios
Se produjeron un total de 1,225 episodios, pero en el curso de su carrera, el show se retransmitió 20 veces. ABC lo compensaría numerando a veces doble y hasta triple vez los episodios a fin de mantener un espectáculo que termina en una emisión 5 o 0 los viernes. Por eso, el último episodio producido es el #1,245 cuando en realidad sólo fueron producidos 1,225 episodios.

#### Preservación
Sombras tenebrosas tiene la distinción de ser una de las pocas telenovelas de televisión clásicas en tener todos sus episodios intacto, salvo uno, aunque un puñado de primeros episodios están disponibles sólo en formato de kinescopio de 16 mm. Del episodio perdido (#1,219), existe sólo una grabación de audio al inicio del episodio. A partir de esta banda sonora, fue reconstruida la versión casera y de transmisión por cable de la escena final del episodio #1,228, la escena inicial del episodio #1,220 y de escenas de vídeo procedentes de otros episodios.

### Historia de la Emisión
Sombras tenebrosas encontró su nicho demográfico perfecto en adolescentes que regresaban a casa de la escuela a tiempo para ver el programa a las 4:00 PM Oriental / 3:00 PM Central, horario en el cual se emitió casi en la su totalidad, a excepción de un periodo de 15 meses entre abril de 1967 y en julio de 1968, cuando se emitió media hora antes. 
Con los adultos normalmente lejos de la televisión en esa hora del día, se tuvo como audiencia principal a los jóvenes, quienes “reclamaron” el espectáculo como una insignia de la conciencia de la juventud entonces floreciente en la cultura en general.
Cualquiera que sea el contexto cultural o la composición de la audiencia Sombras tenebrosas fue uno de los primeros espectáculos durante el día de la ABC que realmente ganarse su horario estelar, llevando a la desaparición de la serie original de la NBC Match Game y del programan de Art Linkletter House Party, que llevaba largo tiempo exhibiéndose en la CBS, en 1969. Incluso el lanzamiento de Somerset y el comentado spinoff de la NBC Otro mundo, al año siguiente no hizo mayor mella en la popularidad de audiencia como Sombras tenebrosas. Aunque originalmente se produjo y exhibió en blanco y negro, el espectáculo inicio su transmisión en color a partir del 14 de agosto de 1967 (el episodio anterior fue producido en color, pero emitido en blanco y negro).
A principios de 1971, sin embargo, la ABC intentaba reducir costos ante la dura realidad de la nueva economía, que incluía una recesión económica nacional, un fuerte recorte en los ingresos de publicidad, tras la reciente prohibición del Gobierno de Estados Unidos hacia los anuncios de cigarrillos y a un número récord de competencia de telenovelas (que eran más caras de producir que un programa de concursos o un talk show), en horarios diurnos de las redes. La red comenzó así a eliminar la programación supuestamente improductiva.
A pesar de sus relativamente altos beneficios para su horario y bajos costos de producción, Sombras tenebrosas cayó a víctima de la purga, principalmente debido a su público joven, que normalmente no tomaba decisiones sobre la compra de productos alimenticios y artículos para el hogar dentro de la familia, que eran las dos industrias principales que compraron tiempo de emisión en la televisión durante el día en esa época.
Prácticamente ningún otro programa en ese horario tenía un público comprendido entre los 18 y 35 años como Sombras tenebrosas. Además, el horario estelar que se le daba a películas o series con temas de terror o de ciencia ficción (por ejemplo,  Star Trek,  El agente de CIPOL) había presentado una disminución en el interés del público con el tiempo y, por supuesto, la serie parecía ser muy pesada de costear y los aficionados de esos géneros, dejaron de interesarse en los temas domésticos o románticos, a menudo sentimentales, que las telenovelas tradicionales habían heredado en sus inicios en la radio en la década de 1930. 
Lo que precipitó la decisión de cancelarla, es que el programa experimentó una caída precipitada en sus índices de audiencia durante sus dos últimos años en el aire, cayendo de un máximo de 8,4 en la temporada de televisión de 1968–1969 a 5,3 en 1970–1971.
Así, a pesar de muchas cartas de protesta de los aficionados indignados, ABC canceló el programa de cinco años el 2 de abril de 1971 y lo reemplazó por una nueva versión de la exitosa serie de juego de los años 60 Password. Aunque algunos espectadores muy enojados, amenazaban con boicotear la filmación de  Password en los estudios de Los Ángeles de la ABC, no se llevó a cabo ninguno de esos planes. 
El abrupto final de la serie dejó inacabadas algunas tramas (como la de los padres de Victoria Winters y la historia de la familia de Jennings), aunque la mayoría de los hilos de trama llegaron a feliz término, a través de una voz explicando los eventos futuros en el último minuto del último episodio.

### Sindicalización y retransmisión por cable
Sombras tenebrosas fue sindicada por la compañía de distribución de la ABC, ABC Films, cuando la serie estaba terminada a finales de 1970 y principios de 1971. Sin embargo, los retrasos que el show entrara en sindicación, principalmente porque la FCC impuso reglas, obligando a sus distribuidoras a solo presentar material propio. Finalmente, en 1975, Worldvision Enterprises (filial de ABC Films) lanzó 130 episodios a la sindicación. 
En los siguientes años, más episodios fueron lanzados en diferentes cantidades hasta que el programa terminó su sindicalización en 1990. Sin embargo, los primeros 209 capítulos y algunos de los últimos años nunca fueron vistos en la sindicación. "Sombras tenebrosas tuvo la suerte de estar en la sindicación hasta el día de hoy, mientras otros seriales se quedaron en el estante o se han perdido para siempre.
Durante muchos años, el espectáculo fue transmitido en Syfy que, a diferencia de otras cadenas, presentó los 1,225 episodios. La cadena dejó de emitir en diciembre de 2003, a sólo dos semanas de completar la serie. Todos los episodios fueron mostrados en Syfy varias veces entre 1992 y 2003.

## Argumento
El principio de la serie presenta a Victoria Winters (Alexandra Moltke) y los miembros de la Familia Collins, que reside en lo alto de la colina Widows en una casa llamada Collinwood en Collinsport, Maine. Victoria quedó huérfana y llegó a Collinwood para obtener más información acerca de su misterioso pasado. David Collins (David Henesy) mencionaría constantemente a Victoria de los fantasmas que vio. Victoria también encontró al fantasma de Josette Collins (Kathryn Leigh Scott) cuando ella estaba mirando a través del ala cerrada en oeste de Collinwood.
Laura Collins (Diana Millay) volvería a Collinwood y procedió a causar estragos entre sus familiares, al recurrir al uso de la magia. Laura se enfrentó a una muerte temprana. Jason McGuire (Dennis Patrick) vuelve a Collinsport a chantajear a Elizabeth Collins Stoddard. Cuando Willie Loomis (John Karlen) entra en el mausoleo de Collinwood para buscar las supuestas joyas de la familia, sin saberlo él libera a un vampiro, Barnabas Collins (Jonathan Frid). Julia Hoffman (Grayson Hall) llegó a Collinsport con la intención de destruir al vampiro una vez por todas. Pero en un giro inesperado, se enamora de él.
Barnabas primero confunde a Maggie Evans (Kathryn Leigh Scott) con Josette y la secuestra. Después de que Maggie escapa, es enviada a Windcliff porque ha perdido la memoria. Cuando Julia llega a Collinsport, informa que Maggie ha muerto para protegerla. Maggie finalmente escapa de Windcliff con la ayuda de Sarah Collins (Sharon Smyth) y vuelve a la Ballena Azul. Después de ver a sus viejos amigos, ella se desmaya, recordando fragmentos de su pasado.
Durante una sesión espiritista en Collinwood, Victoria es transportada a 1795 y conoce no solo a Barnabas antes de convertirse en un vampiro, sino también a las personas a las que ella ahora conoce en sus vidas pasadas. Victoria también conoce a Angelique Bouchard (Lara Parker), la antigua amante de Bernabé, Josette, su prometida y su hermana Sarah.
Angelique, devastada por la traición de Barnabas y por su amor a Josette, maldice a Barnabas para convertirse en vampiro y atormenta a Josette hasta que sin quererlo se lanza a sí misma desde la Colina Widows, por lo que ella se convierte en una visión espeluznante, creada por Angelique. Victoria se enamorada de un hombre llamado Peter Bradford (Roger Davis) después de ser encarcelada por practicar la brujería. Finalmente, Victoria es condenada y ahorcada. Pero antes de morir, ella es enviada a 1968 y Angelique la sigue.
De regreso a la línea temporal de 1968, Barnabas teme que Victoria haya descubierto su secreto sobre su vampirismo y la engaña para que lo acepte en matrimonio. Después de abandonar Collinwood, un accidente de coche trae a un hombre con un parecido tremendo a Peter. El hombre afirma que su nombre es Jeff y no tiene ningún recuerdo de Victoria. Su persistencia le lleva a recuperar la memoria, pero es misteriosamente regresado al pasado. Victoria consigue encontrarlo y pasan su vida en el pasado.
En 1969, Quentin Collins (David Selby) aterroriza en Collinwood, por lo que Barnabas viaja a 1897. En un principio Barnabas encuentra encadenado en su ataúd, pero es capaz de escapar gracias a la ayuda de Sandor (Thayer David) y Magda Rakosi (Grayson Hall). Andreas Petofi (Thayer David) pinta un retrato de Quentin en esa época, haciéndole inmortal para que su fantasma aparezca en Collinwood en el presente. Bernabé conoce a Kitty Soames (Kathryn Leigh Scott) que es la reencarnación de Josette. Cuando Kitty se pone el vestido de novia de Josette, camina hacia el retrato de Josette y es transportada a 1795.
En 1970, Collinwood es destruido. Julia viaja en el tiempo a 1840 utilizando la Escalera en el Tiempo creada por Quentin. Libera a Barnabas de su ataúd, y finalmente el Barnabas de 1970 es capaz de controlar el cuerpo de su contraparte. Barnabas logra que Judah Zachary (Michael McGuire) le quite el poder a Angelique. Angelique, a continuación, crea una alianza con Barnabas y destruyen a Judah.
Durante el tiempo paralelo de 1841, Catherine Harridge (Lara Parker) esta por casarse con Morgan Collins (Keith Prentice). Daphne Harridge (Kate Jackson) sospecha que Catherine esta todavía enamorado de Bramwell Collins (Jonathan Frid). Cuando Bramwell vuelve a Collinwood, se opone al matrimonio y demanda que él y Catherine deben estar juntos.
Bramwell secuestra a Catherine y ella declara su amor por él, pero todavía quiere casarse con Morgan. Morgan le dice a Catherine el secreto de la familia Collins. Durante la boda, Bramwell irrumpe y reta a duelo a Morgan. Bramwell termina herido, pero Daphne cuida de él, y los dos deciden casarse. Melanie Collins (Nancy Barrett) es encontrada en los bosques con extrañas marcas de mordeduras en el cuello, que aparentan ser de un animal, más que de un vampiro.

## Remakes

### 1991 (NBC)
En 1991, una nueva versión de corta duración en horario estelar fue producido por MGM Television y transmitido por la cadena NBC desde el 13 de enero al 22 de marzo. Esta versión semanal de gran presupuesto combinó el romance gótico y el horror estilizado. Aunque contó con un enorme público al principio (fue visto por casi 1 de cada 4 hogares de acuerdo a los índices de audiencia oficiales durante ese período de tiempo), el inicio de la Guerra del Golfo causó que la NBC continuamente reprogramase los episodios resultando en la disminución de la audiencia. Fue cancelada después de la primera temporada.
El último episodio terminó con un cliffhanger: Victoria Winters (Joanna Going) descubre que Barnabas Collins (Ben Cross) es un vampiro de 200 años de edad. Se había anunciado que el episodio de inicio para una segunda temporada mostraba a Victoria desmayada, después de ver a Barnabas y que perdería la memoria y todo recuerdo de su terrible secreto.
Esta primera temporada fue protagonizada por veteranos actores: Jean Simmons como Elizabeth Collins Stoddard y Roy Thinnes como Roger Collins, la actriz británica Lysette Anthony como Angelique Collins, Barbara Steele como Julia Hoffman y Joseph Gordon-Levitt como David Collins.

### 2004 (The WB)
Se han planeado Remakes de la serie (o película) desde la cancelación de la serie en 1991; estos incluyen una miniserie de TV que desarrollaría las tramas de la serie cancelada en la NBC y una película, escrita por Dan Curtis y Barbara Steele, utilizando a los actores de 1991. En 2004, un piloto para The WB Dark Shadows estuvo protagonizada por Marley Shelton como Victoria Winters y Alec Newman como Barnabas Collins fue escrito y filmado, pero nunca se exhibió. El piloto ha sido proyectado en las convenciones Dark Shadows Festival con el apoyo de Dan Curtis Productions, pero aún no se ha presentado en otro lugar. Este piloto fue producido por la WB Television Network.

### 2012 (Sombras tenebrosas)
Warner Bros. produjo una adaptación de la telenovela, dirigida por Tim Burton y protagonizada por Johnny Depp como Barnabas Collins.

## Otros Medios

### Versiones Caseras
MPI Home Video actualmente posee los derechos de la serie para uso casero. Todos los episodios fueron emitidos en VHS desde 1989 hasta 1995. Los episodios 210–1245 (de la llegada de Barnabas hasta al final de la serie) han sido lanzados en DVD en 26 colecciones desde 2002 hasta 2006. Los episodios 1–209 fueron lanzados en 2007 bajo el título de Dark Shadows : el inicio.

### Películas
La MGM lanzó una película titulada Sombras en la oscuridad (House of Dark Shadows en el original) en 1970. Dirigida por Dan Curtis y con guion de Sam Hall y Gordon Russell. Muchos miembros del elenco original de la telenovela retomaron sus papeles. En la filmación estuvieron Jonathan Frid, Hall Grayson, Roger Davis y Kathryn Leigh Scott, entre otros. 
1971 vería el lanzamiento de Una luz en la oscuridad (Night of Dark Shadows en el original), dirigida nuevamente por Dan Curtis, quien en esta ocasión también escribiría el guion junto a Sam Hall. Entre los que participaron se encontraban David Selby, Grayson Hall, Kate Jackson y Parker Lara.
En 2012 se estrenó Sombras tenebrosas, película de Tim Burton basada en la serie de TV, con Johnny Depp como Barnabas Collins.

### Libros
Se han publicado dos series de novelas sobre Sombras tenebrosas. La primera serie fue lanzada durante la transmisión original de la serie, escritas por la escritora romántica Marilyn Ross, un seudónimo del autor Dan Ross. La segunda consiste en dos novelas escritas por Lara Parker, El descendiente de Angelique y La rama de Salem y Sueños de la oscuridad por los escritores de horror Elizabeth Massie y Stephen Mark Rainey.
También ha habido varios libros acerca de Sombras tenebrosas, incluyendo El Almanaque de Dark Shadows y The Dark Shadows Companion.

### Revistas
Durante su emisión original, Sombras tenebrosas apareció en muchas revistas, incluyendo Afternoon TV, Daytime TV, Famous Monsters of Filmland y Castle of Frankenstein. 
En 2003, un artículo de dos partes titulado "Reuniendo a Dark Shadows: Regreso a Collinwood," apareció en la revista Autograph Collector. Fue el primer artículo principal de crónica del show en años.
En el 2005, El número #55 de la revista Scary Monsters fue dedicado completamente a Sombras tenebrosas. Incluyó largas entrevistas con Marie Wallace, David Selby y Kathryn Leigh-Scott, así como "No abran ese ataúd! Las Aventuras de Baby Boomer en la tierra de Dark Shadows!". Los artículos de  Autograph Collector y Scary Monsters fueron escritos por escritor Rod Labbe, que una vez dirigió un club de fanes de Dennis Patrick (Jason McGuire, Paul Stoddard).
Labbe también contribuyó para la revista Fangoria y realizando una serie de entrevistas con los miembros sobrevivientes del elenco original, como preparación a la película de Burton. La entrevista de Labbe con Jerry Lacy, que interpretó al infame Reverendo Trask, apareció en el número # 296. La segunda, con Chris Pennock (Jebez Hawkes, también conocido como "el Leviatán") estará en la edición # 304. Ya se ha entrevistado con Kathryn Leigh Scott para Fangoria, y puede encontrarse una versión más larga de la entrevista en su sitio Web.

### Cómics
Desde el 14 de marzo de 1971 al 11 de marzo de 1972, la Newspaper Enterprise Association sindicó un cómic de Sombras tenebrosas ilustrado por Ken Bald (acreditado como "K. Bruce" debido a obligaciones contractuales) a decenas de periódicos en todo el país.
Gold Key Comics produjo 35 números de forma regular de un cómic basado en Sombras tenebrosas, que se desarrolló durante años después de la cancelación de la serie de ABC. De 1969 a 1976; y en 1991,  Innovation Publishing lanzó un cómic de breve duración basado en el remake la NBC-TV. Hermes Press dará a conocer una serie de reimpresión de archivo de varios volúmenes de Gold Key que iniciara a principios del 2010.

### Productos de la serie
Se produjeron 2 juegos de mesa, unos cuantos libros para colorear, un rompecabezas, y un disco de View-Master.

### Audio drama
Basada en una obra de teatro que se realizó en una Convención de Sombras tenebrosas, Regreso a Collinwood es un audio drama escrito por Jamison Selby y Jim Pierson, protagonizada por David Selby, Kathryn Leigh Scott, John Karlen, Nancy Barrett, Lara Parker, Roger Davis, Marie Wallace, Christopher Pennock, Donna Wandrey, James Storm y Terry Crawford. El programa está disponible en CD.

#### Big Finish Productions
En 2006, Big Finish Productions continuó la saga de Sombras tenebrosas con una serie de audio dramas, protagonizados por el elenco original. En la primera temporada aparecen David Selby(Quentin Collins), Lara Parker (Angelique Bouchard Collins), Kathryn Leigh Scott (Maggie Evans) y John Karlen (Willie Loomis). Robert Rodan, que interpretó Adam en la serie original, también aparece en la cuarta historia, interpretando un nuevo personaje. Una segunda serie fue lanzada en 2010.
Además del regreso del elenco original de la serie uno, en Dark Shadows: El Reino de los muertos se contó también con el talento de Lysette Anthony, Alec Newman, Lizzie Hopley, Jerry Lacy y David Warner.
| # | Título                                    | Autor                         | Publicado      |
| - | ----------------------------------------- | ----------------------------- | -------------- |
| 1 | Dark Shadows: La Casa de la Desesperación | Stuart Manning                | 2006           |
| 2 | Dark Shadows: El Libro de la Tentación    | Scott Handcock                | 2006           |
| 3 | Dark Shadows: La presencia Navideña       | Scott Handcock                | 2007           |
| 4 | Dark Shadows: La Rabia Interna            | Scott Alan Woodard            | 2007           |
| 5 | Dark Shadows: El Reino de los Muertos     | Stuart Manning y Eric Wallace | Julio del 2010 |

#### Lecturas Dramáticas
Big Finish también ha lanzado una serie de lecturas dramáticas (una serie de interpretaciones, normalmente con dos actores). El primero de ellos, lanzado en agosto de 2007, se basa en la novela original de Lara Parker,  El descendiente de Angelique .
| #  | Título                                   | Autor                       | Protagoniza                                 | Con                                                  | Presentado          |
| -- | ---------------------------------------- | --------------------------- | ------------------------------------------- | ---------------------------------------------------- | ------------------- |
| 1  | El Descendiente de Angelique: Innocencia | Lara Parker                 | Lara Parker como Angelique Bouchard Collins | Andrew Collins como Barnabas Collins                 | Agosto del 2007     |
| 2  | El Descendiente de Angelique: Traición   | Lara Parker                 | Lara Parker como Angelique                  | Andrew Collins como Barnabas                         | Agosto del 2007     |
| 3  | Mantos de Arena                          | Stuart Manning              | Kathryn Leigh Scott como Maggie Evans       | Alec Newman como El arenero                          | Julio del 2008      |
| 4  | El Vigía Fantasma                        | Stuart Manning              | Kathryn Leigh Scott como Maggie             | Alec Newman como Nathan Hawkins                      | Julio del 2008      |
| 5  | Las Pieles Caminantes                    | Scott Handcock              | David Selby como Quentin Collins            | Lara Parker como Angelique                           | Noviembre del 2008  |
| 6  | La Ruta del Destino                      | Stephen Mark Rainey         | Lara Parker como Angelique                  | David Selby como Quentin                             | Noviembre del 2008  |
| 7  | El Embrujado y la Muerte                 | Eric Wallace                | Jerry Lacy como Gregory Trask               | John Karlen como Carl Collins                        | Enero del 2009      |
| 8  | Ecos de Locura                           | D Lynn Smith                | John Karlen como Willie Loomis              | Lara Parker como Angelique                           | Julio del 2009      |
| 9  | La Maldición del Faraón                  | Stephen Mark Rainey         | Nancy Barrett como Carolyn                  | Marie Wallace como Gretchen Warwick                  | Septiembre del 2009 |
| 10 | Juicio Final                             | D Lynn Smith                | Lara Parker como Angelique                  | Kathryn Leigh Scott como Josette du Pres             | Febrero del 2010    |
| 11 | Danza de Sangre                          | Stephen Mark Rainey         | David Selby como Quentin                    | Lisa Richards como Chandres Tessier                  | Abril del 2010      |
| 12 | Londres Arde                             | Joseph Lidster              | David Selby como Quentin                    | Louise Jameson como Rosie Faye                       | Junio del 2010      |
| 13 | Los Murmullos de la Noche                | Stuart Manning              | Jonathan Frid como Barnabas Collins         | John Karlen como Willie Loomis & Barbara Steele      | Junio del 2010      |
| 14 | La Casa de Muñecas                       | James Goss                  | Marie Wallace como Jenny                    | Terry Crawford como Beth Chavez                      | Julio del 2010      |
| 15 | El Pintor Ciego                          | Jonathan Morris             | Roger Davis como Charles Delaware Tate      | Nicola Bryant como Eloise                            | Mayo del 2011       |
| 16 | La Máscara de la Muerte                  | Mark Thomas Passmore        | Jerry Lacy como Tony Peterson               | Lara Parker como Cassandra Collins Alias "Angelique" | Mayo del 2011       |
| 17 | La Niebla Tenebrosa                      | Simon Guerrier              | David Selby como Quentin Collins            | Matthew Waterhouse como John Cunningham              | Junio del 2011      |
| 18 | La Reina de los Carroñeros               | Lizzie Hopley               | Jerry Lacy como Gregory Trask               | Lara Parker como Angelique                           | Julio del 2011      |
| 19 | El Alma Ponsoñoza                        | James Goss                  | Nancy Barrett como Charity Trask            | Roy Thinnes como Patrick Llewellyn                   | Julio del 2011      |
| 20 | La Niña Perdida                          | D Lynn Smith                | Kathryn Leigh Scott como Josette            | Rebecca Staab como Emily                             | Julio del 2011      |
| 21 | La Perla Carmesí                         | James Goss & Joseph Lidster | Varios                                      |                                                      | Agosto del 2011     |

## Audiencia
Durante su transmisión, Sombras tenebrosas estuvo entre los primeros doce lugares entre los programas que se exhibieron esos años, salvo en la temporada 1970–1971 (Final), que cayó hasta el 16.
En las listas se muestra que show ocupaba el primer lugar, en qué lugar se encontraba Sombras tenebrosas, cuál era el último lugar en ese año y entre paréntesis los puntos de índice de audiencia.

### 1965–1966
- 1. As the World Turns (13.9)
- 13. Sombras tenebrosas(4.1)
- 16. Never Too Young (3.9)

### Temporada 1966–1967
- 1. As the World Turns (12.7)
- 12. Sombras tenebrosas (4.3)
- 13. A Flame in the Wind (4.0)

### Temporada 1967–1968
- 1. As the World Turns (13.6)
- 12. Sombras tenebrosas (7.3)
- 13. One Life to Live (4.3)

### Temporada 1968–1969
- 1. As the World Turns (13.8)
- 11. Sombras tenebrosas (8.4)
- 14. Hidden Faces (3.3)

### Temporada 1969–1970
- 1. As the World Turns (13.6)
- 12. Sombras tenebrosas (7.3)
- 19. The Best of Everything (1.8)

### Temporada 1970–1971
- 1. As the World Turns (12.4)
- 16. Sombras tenebrosas (5.3)
- 18. A World Apart (3.4)

## Legado
Sombras tenebrosas fue pionera en el concepto de una telenovela con un tema sobrenatural. Una serie canadiense con temática ocultista Extraño Paraíso, fue transmitido en la CBC y sindicada en los Estados Unidos del 20 de octubre de 1969 al 22 de julio de 1970. (195 capítulos de media hora se produjeron).
En años posteriores la sátira SOAP introduciría una línea argumental basada en  El Exorcista. En 1986, "Mansiones oscuras", una película para televisión fue producida por Aaron Spelling, con la intención de convertirla en un piloto para una serie semanal de lo sobrenatural. Días de nuestras vidas tenía un argumento en el que su protagonista femenina, Marlena Evans (Deidre Hall), fue poseído por Satanás. Cerrando un círculo, las telenovelas Port Charles y Pasiones surgieron en la década de 1990, con argumentos basados en lo sobrenatural involucrando personajes como vampiros, Brujas y hombres lobo.
La popular serie de Joss Whedon, Buffy la Caza Vampiros y  Angel, en sus tramas continúan con el camino trazado por Sombras tenebrosas. La popular red gay y lesbiana here! ha producido sus propias telenovelas sobrenaturales, Dante's Cove y The Lair ' que contienen historias de brujería y vampiro. Sombras tenebrosas también está acreditada por haber introducido el concepto de "vampiro compasivo", el vampiro en su mayor parte "bueno" torturado por su aflicción y en busca de una cura. Este concepto ha sido y sigue siendo utilizado en muchas películas y series de televisión sobre vampiros.

## Lecturas recomendadas
- Borzellieri, Frank. "La Física de Dark Shadows". Cultural Studies Press, 2008. ISBN 978-0-9815407-0-2
- Clute, John y Grant, John. La Enciclopedia de la Fantasía. St. Martin's Press, 1999. p 823. ISBN 0-312-19869-8
- Hamrick, Craig. Barnabas & Compañía: El elenco del Clásico de TV Dark Shadows. iUniverse, 2003. ISBN 0-595-29029-9
- Jones, Stephen. La Guía Esencial de Películas de Monstruos: Un Siglo de la Interpretación de Criaturas en Películas, TV y Video. Watson-Guptill, 2000. p. 99. ISBN 0-8230-7936-8
- Krensky, Stephen. Vampiros. Lerner Publications, 2007. p. 48. ISBN 0-8225-5891-2
- Mansour, David. De Abba al Zoom: Una Enciclopedia de la Cultura Pop de finales del Siglo XX. Andrews McMeel Publishing, 2005. p. 109. ISBN 0-7407-5118-2
- McNally, Raymond T. and Florescu, Radu R. En busca de Dracula: La historia de Dracula y los Vampiros. Houghton Mifflin Books, 1994. p. 270. ISBN 0-395-65783-0
- Mitchell, Charles P. La Filmografía Completa de H. P. Lovecraft. Greenwood Press, 2001. p 220. ISBN 0-313-31641-4
- Riccardo, Martin V. Vampiros Desenterrados: La Completa Bibliografía Multi-media sobre Vampiros y Dracula. Garland Publishing, Incorporated, 1983. p. 19. ISBN 0-8240-9128-0
- Schemering, Christopher. La Enciclopedia de las Telenovelas. Ballantine Books, 1985. p. 61. ISBN 0-345-32459-5
- Senn, Bryan and Johnson, John. La Guía del Cine Fantástico: Un Índice Temático de 2500 Películas de Horror, Ciencia Ficción y Fantasía. McFarland & Co, 1992. p. 551. ISBN 0-89950-681-X
- South, Malcolm. Criaturas Míticas y Fabulosas: Un libro de Consulta e Investigación. Greenwood Press, 1987. p. 260. ISBN 0-313-24338-7
- Sullivan, Jack. La Enciclopedia Penguin del Horror y lo Sobrenatural. Viking, 1986. p. 422. ISBN 0-670-80902-0
- Terrance, Vincent. La Enciclopedia Completa de programas de Televisión, 1947–1979. A. S. Barnes & Company, 1979.
- Worland, Rick. ‘‘Las Películas de Horror.: Una Introducción. Blackwell Publishing, 2006. p. 93. ISBN 1-4051-3902-1